# Pilar Medina Canadell
Pilar Medina Canadell (1956) è una modella spagnola incoronata Miss International 1977. Fu la prima rappresentante della Spagna a vincere il titolo.
Nel 1976, partecipò al concorso di bellezza nazionale Miss Spagna, in rappresentanza della Región Centro. In quanto seconda classificata, la Canadell ottenne la possibilità di rappresentare il proprio paese a Miss International 1977, che si tenne a Tokyo in Giappone.
Oltre alla corona di Miss International, Pilar Medina Canadell vinse anche il titolo Best National Costume.